# Tiësto
Tijs Michiel Verwest (Breda, Sjeverni Brabant, 17. siječnja 1969.), poznatiji kao Tiësto, nizozemski je glazbenik te jedan od vodećih DJ-a u svijetu. 

## Životopis
Iako je koristio mnoge pseudonime kao dj i producent, najuspješniji je kao DJ Tiësto. Ipak, njegove najnovije produkcije stoje bez predznaka "DJ" pa je u sadašnje vrijeme poznat samo kao "Tiësto". Svoj uspjeh može zahvaliti sad već legendarnom remixu za singl "Silence" kojeg u originalu izvodi Delerium feat. Sarah McLachlan.
"Silence" je bila prva trance pjesma u povijesti koja se puštala na radio emisijama u SAD-u, a čak 10 tjedana provela je među TOP 10 Billboardove ljestvice. Isto tako, veliki uspjeh postigao i remiksirajući trance klasik "Adagio for Strings".
Tiesto je s djingom počeo već na školskim zabavama, da bi u razmaku od 1985. – 1993. godine postao rezident u nekoliko klubova u Nizozemskoj. Tijekom tih početnih godina producirao je pod pseudonimima "Da Jokes" i "DJ Limited".
No, prekretnica je zasigurno bio klub "The Spock" (Breda), gdje je mogao svirati ploče po svojem ukusu te razvijati svoj jedinstveni stil, svakog vikenda od 22h do 04h. Sredinom 90-tih počinje s produkcijom da bi 1997. godine osnovao izdavačku kuću "Black Hole Recordings". Njegova izdavačka kuća kao i "Magik Muzik" etiketa nastavljaju s vizijom Tiësta. Ubrzo nakon, slijede i prvi potpisi za "Black Hole Recordings", u vidu dja kao što su Cor Fijneman, Ton TB, and Mark Norman.
Od umjetničkih albuma možemo izdvojiti "In My Memory" i "Just Be" na kojima se nalaze hit singlovi kao što su Flight 643, Traffic, Lethal Industry, Adagio for strings te Just be. Njegov serijal "Magik", koji je išao u čak 7 nastavaka je bio najprodavani trance mix ikad. Također, Tiësto već godinama izdaje i serijal "In Search Of Sunrise", da bi prošle godine objavio i četvrti nastavak koji sadrži ponajviše umjetničkih trance uradaka, gdje Tiësto svojim slušateljima želi prenijeti toplinu i energiju "Latin Amerike". Ove godine, točnije krajem travanja izlazi i peto izdanje ovog serijala, "In Search Of Sunrise" gdje je kao temu Tijs izabrao Los Angeles.
Inače, Tiësto postaje poznat krajem 90' kada svira na ID&T Innercity patryu te na početku novog stoljeća kada svira "Tiesto Solo", set od čak šest sati. Njegov prvi solo koncert, održan 10. svibnja 2003. godine u Arnhemu, Nizozemska je okupio čak 25 000 svojih obožavatelja. Koncert je održan i sljedeće godine, opet uz veliki uspjeh tako da je Tiesto ovaj show ponovio i u susjednoj Belgiji gdje je nanovo okupio veliki broj obožavatelja, čak 20 000. Karte za svaki koncert su bile rasprodane u svega nekoliko sati.
20. kolovoza 2005. godine održao je svoj koncert u nekoliko gradova u Americi, pred 10.000 posjetitelja. Usprkos odgođenim nastupima u New Orleansu i Miamiju zbog nevremena Tiësto je već potvrdio svoju poziciju dosadašnjim nastupima. Na jesen 2005. odlazi na, pokazat će se vrlo uspješni "Central European Tour" gdje se Tijs susreće s neočekivano dobrim odazivom, između 10 000 i 15 000 obožavatelja. Tiesto je u sklopu te turneje posjetio redom Hrvatsku, Slovačku, Makedoniju, Rumunjsku, Mađarsku, Češku, Poljsku, Srbiju, Crnu Goru te Bosnu i Hercegovinu.
Tijs je prvi dj koji je čak tri godine zaredom proglašen kao 'No. 1. DJ u svijetu', 2002., 2003., i 2004. godine. Upravo ove potonje, 2004. godine Tiësto svira na otvaranju Olimpijskih igara u Ateni, koje je pratilo oko 2 milijarde gledatelja diljem svijeta što je iznimno postignuće.
Pogotovo u Nizozemskoj, ali i diljem svijeta Tijsova poniznost i muzički talent donose mu veliku popularnost, te gotovo "mitski status".
04. travnja 2011. godine, objavio je mix kompilacija Club Life: Volume One Las Vegas. 
13. lipnja, njegov studijski album Kiss from the Past je objavljen pod pseudonimom Allure.
15. kolovoza, objavljen je njegov singl Work Hard, Play Hard, a 5. rujna njegov singl ''Maximal Crazy'' je objavljen na BeatPort-u.
05. ožujka 2012. Tiësto je najavio drugi nastavak njegove Club Life serije, Club Life: Volume Two Miami. Objavljen je 24. travnja 2012.
01, aprila 2013, Tiësto je preko Facebook-a najavio da je Club Life Volume 3 u izradi. U najavu je ukljucio i promotivne slike nalik covera za novi album. Club Life: Volume 3 Stockholm je objavljen 25. lipnja 2013. Zauzeo je 16 mjesto na Billboard Top 200 ljestvici.
Moto: "Osjećam energiju mnoštva i pokušavam je uzvratiti, da stvorim jedinstvo."
Zanimljivost: Nikada nije mislio da ce biti DJ jer se u to vrijeme i baš nije moglo živjeti od DJinga, a da nije DJ, vjerojatno bi bio - kuhar!
Pseudonimi: Aliases: Allure, Da Joker, DJ Tiësto, DJ Limited, Drumfire, Hammock Brothers, Paradise In Dubs, Passenger, Roze, Stray Dog, Tiësto, Tom Ace, i Wild Bunch.
Također je surađivao s djima kao što su Cor Fijneman te Tony Montana. Zajedno s Benno De Goeijem činio je "Kamaya Painters", s Armin van Buurenom projekt "Alibi" te "Gouryellu" zajedno s Ferry Corstenom.

## Pseudonimi
Aliases: Allure, Da Joker, DJ Tiësto, DJ Limited, Drumfire, Hammock Brothers, Paradise In Dubs, Passenger, Roze, Stray Dog, Tiësto, Tom Ace, i Wild Bunch.

## Diskografija

### Albumi:
- 2001 - In My Memory
- 2002 - In My Memory [Bonus Disc]
- 2004 - Parade of the Athletes
- 2004 - Just be
- 2007 - Elements of life
- 2007 - Elements of life [Limited Edition 2CD]
- 2009 - Kaleidoscope

### Kompilacije
- 1995 - Forbidden paradise 3 - The quest for Atlantis (Basic Beat Recordings)
- 1995 - Forbidden paradise 4 - High as a kite (Basic Beat Recordings)
- 1996 - Lost treasures 1 - Isle of Ra (Basic Beat Recordings)
- 1996 - Forbidden paradise 5 - Arctic expedition (Basic Beat Recordings)
- 1996 - Lost treasures 2 - Concerto for sonic circles (Basic Beat Recordings)
- 1997 - Lost treasures 3 - Creatures of the deep (Basic Beat Recordings)
- 1997 - Forbidden paradise 6 - Valley of fire (Basic Beat Recordings)
- 1997 - Magik 1 - First Flight (Blackhole Recordings)
- 1998 - Forbidden paradise 7 - Deep forest (Basic Beat Recordings)
- 1998 - Magik 2 - Story of the Fall (Blackhole Recordings)
- 1998 - Magik 3 - Far From Earth (Blackhole Recordings)
- 1998 - Global Clubbing
- 1998 - Space Age 1.0 (Blackhole Recordings)
- 1999 - Space Age 2.0 (Blackhole Recordings)
- 1999 - Magik 4 - A new Adventure (Blackhole Recordings)
- 1999 - In Search of Sunrise 1 (Blackhole Recordings - Songbird)
- 1999 - Live at Innercity, Amsterdam-Rai (Incl. Video Tape Of Live Set & Preperations in Breda) (ID&T)
- 2000 - Summerbreeze (Nettwerk)
- 2000 - In search of sunrise 2 (Blackhole Recordings - Songbird)
- 2000 - Magik 5 - Heaven Beyond (Blackhole Recordings)
- 2000 - Magik 6 - Live in Amsterdam (Blackhole Recordings)
- 2001 - Revolution Mix (Ministry Of Sound)
- 2001 - Magik 7 - Live in Los Angeles (Blackhole Recordings)
- 2002 - In search of sunrise 3 (Panama) (Blackhole Recordings - Songbird)
- 2003 - Nyana ((Blackhole Recordings - Magik Muzik)
- 2005 - In Search Of Sunrise 4 (Latin America) (Blackhole Recordings - Songbird)
- 2006 - In Search Of Sunrise 5 (Los Angeles) (Blackhole Recordings - Songbird)
- 2007 - In Search Of Sunrise 6 (Ibiza) (Blackhole Recordings - Songbird)
- 2008 - In Search Of Sunrise 7 (Asia) (Blackhole Recordings - Songbird)

### Singlovi
- 1996 - DJ Tiësto - The Tube - with Greg Storm
- 1996 - DJ Tiësto - Shandar - with Greg Storm
- 1996 - DJ Tiësto - Long Way Home - with Greg Storm
- 1998 - DJ Tiësto - Theme Form Norefjell - with Cor Fijnem
- 1998 - DJ Tiësto, Montana & Storm - Gimme Some Sugar - with Greg Storm and DJ Montana
- 1999 - DJ Tiësto - Sparkles - with Cor Fijneman
- 1999 - DJ Tiësto, Montana & Storm - Bleckentrommel - with Greg Storm and DJ Montana
- 2001 - DJ Tiësto - Magik Journey - with Geert Huinink and Lizet van Beek
- 2001 - DJ Tiësto - Close to you - with Jan Johnston
- 2001 - DJ Tiësto - Dallas 4 pm
- 2001 - DJ Tiësto - In my memory - with Nicola Hitchcock
- 2001 - DJ Tiësto - Obsession - with Tom Holkenborg a.k.a. Junkie XL
- 2001 - DJ Tiësto - Battleship Grey - with Kirsty Hawkshaw
- 2001 - DJ Tiësto - Lethal Industry
- 2001 - DJ Tiësto - Flight 643
- 2001 - DJ Tiësto - Urban Train - with Kirsty Hawkshaw
- 2001 - DJ Tiësto - Surburban Train - with Ronald van Gelderen and Kirsty Hawkshaw
- 2001 - DJ Tiësto - Magik Journey (DJ Tiësto's Old School Trance Mix)
- 2002 - DJ Tiësto - 643 (Love's On Fire) - Met Oliver Klein/Jürgen Driessen, vocals Suzanne Palmer
- 2003 - Adagio for strings (Tiësto Remix)
- 2003 - DJ Tiësto - Traffic
- 2004 - DJ Tiësto feat. BT - Love Comes Again
- 2004 - DJ Tiësto - Just Be
- 2004 - DJ Tiesto - Adagio for strings
- 2010 - DJ Tiësto - Who Wants to Be Alone (feat. Nelly Furtado)

### DVD izdanja
- 2003 - DJ Tiësto - Another day at the office
- 2003 - Tiësto in Concert
- 2004 - Tiësto in Concert 2

## Vanjske poveznice
- Službene stranice DJ Tiesta
- Black Hole Recordings
- In search of sunrise serijal  Arhivirana inačica izvorne stranice od 10. srpnja 2007. (Wayback Machine)
- Web portal s redovnim prilozima o DJ Tiestu